# Пейола
Пейо́ла (англ. payola — хабар) — ганебне явище в радіоіндустрії, яке полягає у тому, що ді-джей або музичний редактор ставить в етер композицію за певну суму грошей, отриману від її виконавців чи продюсерів, або надає їй зайві голоси у чартах.
Про пейолу заговорили в США в епоху розквіту рок-н-ролу. Студії записували сотні пісень на тиждень, тож їм треба було якось забезпечити місце у чартах. 
У 1950 у США діяло близько 250 ді-джеїв на радіо. Залежно від статусу, вони отримували різну пейолу. Простий ді-джей отримував 50 американських доларів за кожну композицію, натомість більш імениті отримували значно більші суми. Наприклад, Двадцять дві тисячі доларів. Саме стільки грошей ді-джей на радіо Філ Лінд вимагав у якості хабаря, щоб випустити одну композицію в ефір.
Згодом це явище викрили. Радіокомпанії були оштрафовані, а ді-джеїв звільнили. Легендарний ді-джей Алан Фрід, який увів в ужиток термін «рок-н-рол» так і не зміг повернутися до роботи на радіо.
Пейолу засуджено у розвинених країнах Заходу; аби уникнути поширенню пейоли у радіоіндустрію було впроваджено плей-листи, які дають змогу жорсткішого контролю за музичним наповненням ефіру.
Про це явище писала Кіра Вермонд у книжці для юних читачів "Trending. How and Why Stuff gets popular". Український переклад у виконанні Зубченка Святослава запланований у видавництві "Ранок" на 2022 рік.
1. 1 2  The Radio Payola Scandal[недоступне посилання]. The Radio Payola Scandal.